# Sóshegy
Sóshegy (németül Sulzriegel) Tarcsafürdő településrésze Ausztriában Burgenland tartományban a Felsőőri járásban.

## Fekvése
Felsőőrtől 5 km-re, Tarcsafürdőtől 1 km-re északra fekszik.

## Története
A települést 1641-ben "Waldegg" néven említi először oklevél, de minden valószínűség szerint ennél sokkal régebbi. Területe 1491 és 1644 között a Königsberg családé volt, majd a Batthyányak lettek a birtokosai. Mai magyar és német neve szinte egy időben csak a 18. század végén bukkant fel először. Nevét sós ízű ásványvíz forrásáról kapta, melyből lakói cserépkorsókban vittek haza. Első lakói evangélikusok voltak, a borostyánkői uradalomhoz tartoztak. Később a birtokos Batthyány család hatására sokan vették fel újra a katolikus vallást. A település katolikusai egyházilag 1684-ig a máriafalvi, majd 1812-től a pinkafői, azután újra a máriafalvi plébániához, 1986-tól pedig a tarcsafürdői plébániához tartoztak. Az evangélikusok 1783-tól a városszalónaki plébániához tartoztak.
Vályi András szerint "SULCZRIGL. Német falu Vas Várm. földes Ura Gróf Batthyáni Uraság, lakosai katolikusok, határja hegyes, vőlgyes, és néhol sovány."
Fényes Elek szerint "Sulczriegel, német falu, Vas vgyében, 126 evang. lak. F. u. gr. Batthyáni Gusztáv. Ut. p. Kőszeg."
Vas vármegye monográfiája szerint "Sóshegy, kis falu 23 házzal és 141 németajkú, r. kath. és ág. ev. vallású lakossal. Postája és távírója Tarcsa. Birtokos gróf Batthyány Gusztáv. A község határában kőbánya van."
1910-ben 122, túlnyomórészt német lakosa volt. A trianoni békeszerződésig Vas vármegye Felsőőri járásához tartozott. 1921-ben Ausztria Burgenland tartományának része lett. 1971-ben közigazgatásilag Tarcsafürdőhöz csatolták.

## Nevezetességei
A település két jellegzetes építménye a harangláb és a régi gémeskút.

## Külső hivatkozások
- Tarcsafürdő weboldala
- Sóshegy a dél-burgenlandi települések weboldalán